# Automeris corollaria
Automeris corollaria är en fjärilsart som beskrevs av Perry 1810. Automeris corollaria ingår i släktet Automeris och familjen påfågelsspinnare. Inga underarter finns listade i Catalogue of Life.